# Chaetocnema nocticolor
Chaetocnema nocticolor es un coleóptero de la familia Chrysomelidae. Fue descrita científicamente en 1978 por Rapilly.